# Агач-эри

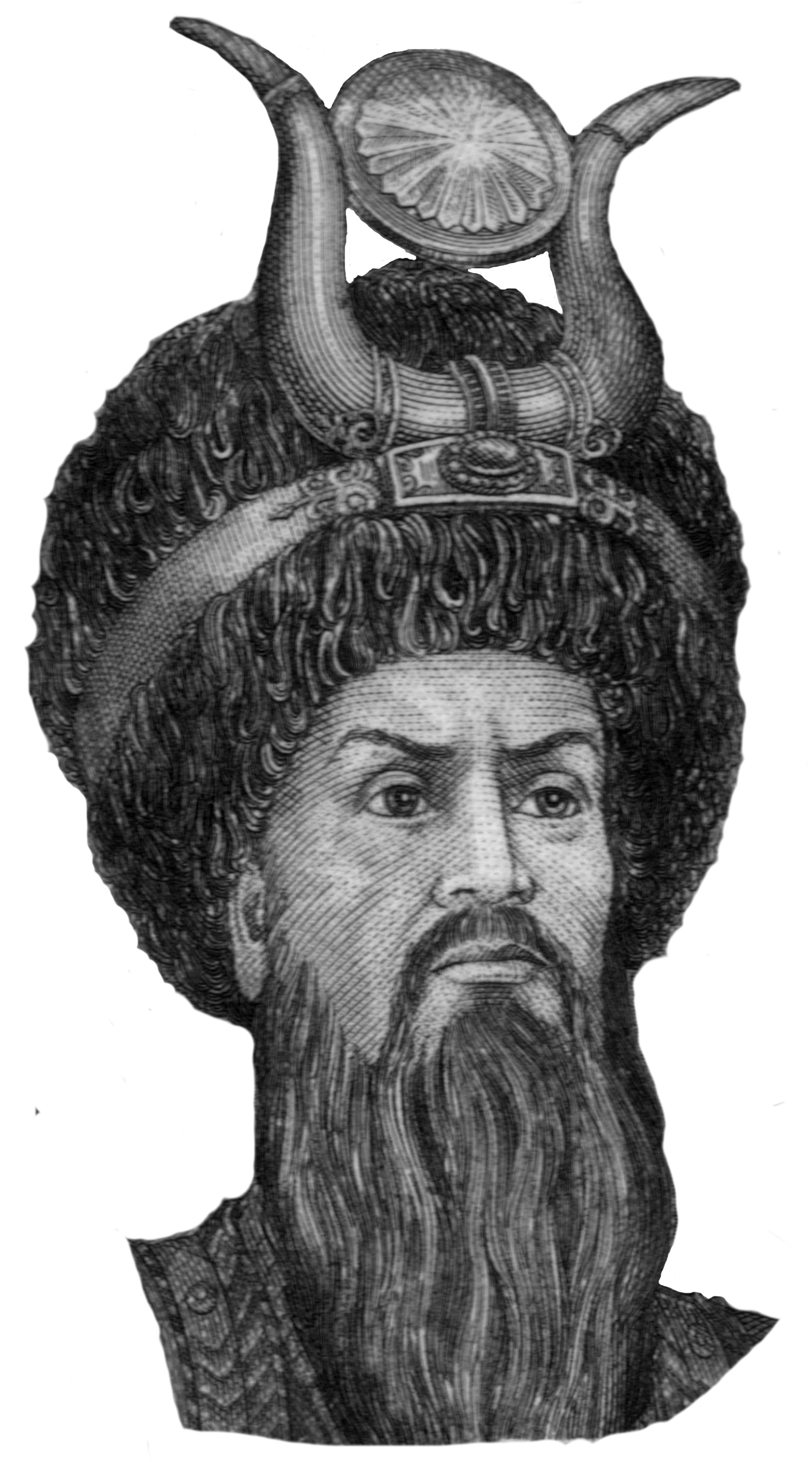
Огуз-хан

Агач-эри (туркм. Agaçäri) - средневековое туркменское племя.

## Происхождение
Историк Государства Хулагуидов Рашид ад-Дин в своем обширном историческом труде Джами ат-Таварих (Сборник летописей) упоминает племя агач-эри как одно из племен, присоединившихся к роду древнего родоначальника туркмен Огуз-хана  и смешавшегося с ним:
«Агач-эри...В то время, когда в эти области пришли племена Огуза, одно из них, которое имело обиталище [юрт] в пределах лесов, прозвали этим именем, «агач-эри», что означает: «лесные люди».»

## История
В.Томашек и Й.Маркварт  отмечают, что племя агач-эри стало известно как племя акациры, которое входило в гуннский союз племен, завоевавший большую часть Европы в IV в. Согласно позднеантичному дипломату и историку Приску Панийскому, в V в. тюркское племя хазаров входило в гуннский союз племён и было известно под названием акациры, с ним согласны советский этнограф А.В.Гадло и украинско-американский историк-востоковед О.И.Прицак.    
В средние века, часть племени агач-эри влилось в состав племен туркмен-сельджуков, а впоследствии сыграло заметную роль в государстве туркмен Ак-Коюнлу.